# Euphemia Meskhi
Euphemia Meskhi, född 1862, död 1941, var en georgisk skådespelare. 
År 1879 återinvigdes Tbilisi-teatern (senare Rustaveliteatern) av ett teatersällskap bestående av bland andra Ilia Chavchavadze, och återinvigde därmed den georgiska teaterkonsten, sedan Giorgi Eristavis tillfälliga teater, Giorgi Eristavi-teatern, 1851-56. Den blev 1880 Georgiens nationalscen. Hon engagerades vid denna scen 1882, och kom att bli en av dess scenstjärnor. Hon tillhörde också Georgiens första infödda kvinnliga skådespelare, eftersom Giorgi Eristavis teater hade bestått av manliga skådespelare.
Hon fick det sovjetiska priset Hedrad Artist i Georgien (1922).